# Kevin Betsy
Kevin Eddie Lewis Betsy, né le 20 mars 1978 à Woking en Angleterre, est un footballeur international seychellois.

## Biographie
En 2011, il est sélectionné avec les Seychelles pour participer aux Jeux des îles de l'océan Indien. Il inscrit son premier but en finale des jeux et remporte la médaille d'or.

## Palmarès
- Jeux des îles de l'océan Indien (1)
  - Vainqueur : 2011